# Shoshone (Idaho)
Shoshone ist die größte Stadt (city) und der County Seat des Lincoln County im US-Bundesstaat Idaho. Der Ort ist nach den Shoshone benannt, wird jedoch im Gegensatz dazu „Show-shown“ (mit stillem „e“) ausgesprochen. Das U.S. Census Bureau hat bei der Volkszählung 2020 eine Einwohnerzahl von 1.653 ermittelt.

## Lage
Shoshone liegt am Little Wood River etwa 20 Kilometer östlich von Gooding auf einer Höhe von 1208 Metern. Nördlich der Stadt verläuft der Südarm des Black Butte Crater Lava Fields. In diesem liegen etwa 25 Kilometer nördlich von Shoshone die Shoshone Ice Caves, hohle unterirdische Lavaröhren, die auch den Sommer über kalt genug sind, dass das Eis in ihnen gefroren bleibt.
In der Stadt teilen sich die U.S. Highways 26 und 93, die streckengleich vom Craters of the Moon National Monument kommen. Der U.S. Highway 26 verläuft weiter nach Westen Richtung Gooding, der U.S. Highway 93 biegt nach Süden ab Richtung Twin Falls.
Shoshone hat eine Fläche von 3,10 km², davon 3,04 km² Land und 0,06 km² Wasser.

## Geschichte
Shoshone wurde 1882 während des Baus der Eisenbahn gegründet. Sein Bahnhof entwickelte sich zum wichtigsten Bahnhof der Region und war lange die einzige Amtrak-Station im südlichen Zentrum Idahos.

## Demografie
Laut United States Census 2010 hatte Shoshone 1461 Einwohner, davon 708 Männer und 753 Frauen. 465 Einwohner waren unter 20 Jahre alt, 229 waren 65 oder älter.

## Persönlichkeiten
- Talbot Jennings (1894–1985), in Shoshone geborener Drehbuchautor